# LUNA SEA 3D IN LOS ANGELES
『LUNA SEA 3D IN LOS ANGELES』は、LUNA SEAのライブ・アルバム、および日本の3D映画。

## 解説
2010年に行われたワールドツアー『LUNA SEA 20th ANNIVERSARY WORLD TOUR REBOOT -to the New Moon-』の、12月4日のアメリカ・ロサンゼルス公演（ハリウッド・パラディアム）の模様が収録されている。
本公演は3D映像で映画館で上映され、本作品はサウンドトラックである。ライブアルバムの発売は、前作『NEVER SOLD OUT』より約12年ぶりとなる。
初回限定盤はマルチデジパック＋32Pブックレット＋ジャケサイズステッカー封入。
公演から「FACE TO FACE」、「FATE」、「IN MY DREAM (WITH SHIVER)」及び、ドラムソロ、ベースソロがカットされている。
「gravity」は映画本編ではカットされ、サウンドトラックのみの収録。

## 収録曲

### DISC 1
1. 月光-Opening SE
2. LOVELESS
3. Déjàvu
4. SLAVE
5. END OF SORROW
6. TRUE BLUE
7. gravity
8. RA-SE-N
9. Providence
10. GENESIS OF MIND〜夢の彼方へ〜

### DISC 2
1. STORM
2. DESIRE
3. TIME IS DEAD
4. ROSIER
5. TONIGHT
6. I for You
7. WISH

## 3D映画
2010年12月4日のロサンゼルス・ハリウッドでのライブの模様を3D撮影されたコンサート映像作品。監督は大坪草次郎。撮影監督はピーター・アンダーソン。ライブ映像のほか、メンバーに密着したインタビューなども収録されている。